# Bretton Woodskonferensen

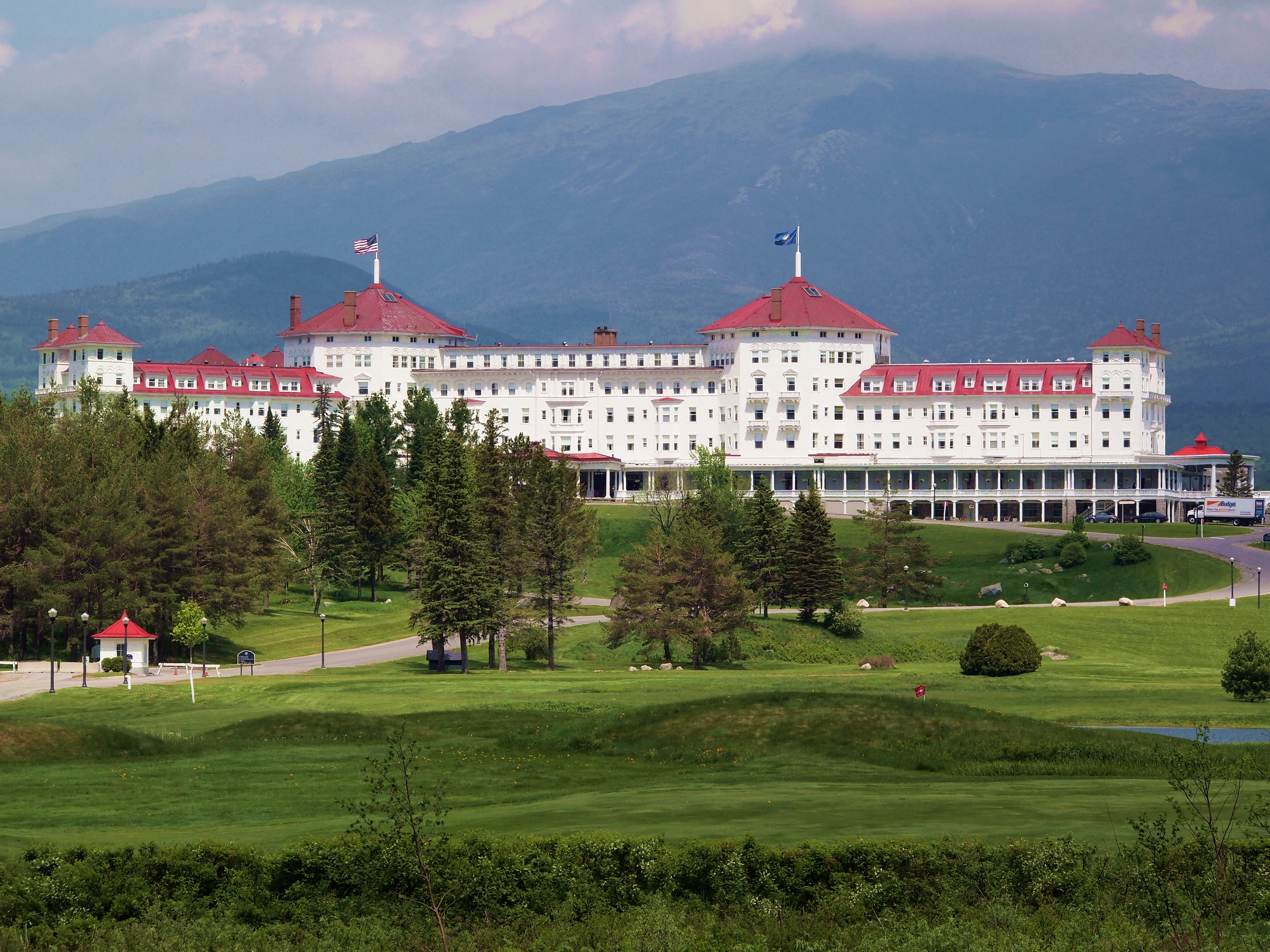
Mount Washington Hotel i maj 2011.

Bretton Woodskonferensen (engelska: Bretton Woods Conference), eller mer formellt Förenta nationernas monetära och finansiella konferens (engelska: United Nations Monetary and Financial Conference), var en internationell konferens som anordnades vid Mount Washington Hotel i den lilla staden Bretton Woods i delstaten New Hampshire i USA mellan 1 juli och 22 juli 1944.
Deltagare var representanter för 44 av de allierade staterna under andra världskriget, vilka diskuterade hur ekonomiskt samarbete skulle kunna garantera att 1930-talets djupa ekonomiska kris inte skulle upprepas. Sverige deltog inte på konferensen eftersom landet förhöll sig neutralt under kriget, utan blev medlem 1951. Ur konferensen bildades bland annat Internationella valutafonden, som genom att övervaka det internationella valutasystemet skulle försäkra stabila valutakurser och uppmuntra medlemsländerna att avskaffa handelshinder, samt en föregångare till Världsbanken. Vid konferensen var det USA med Harry Dexter White som ledde arbetet som världens ekonomiska stormakt även om Storbritannien med John Maynard Keynes var med i ledningen av arbetet. USA:s starka ekonomi och den svaga brittiska ekonomin, med stora amerikanska lån, hade ett avgörande inflytande på konferensen. Sovjetunionen deltog i utformningen av systemet, men inte sedan.
Dessutom uppstod det så kallade Bretton Woodssystemet.